# Јасмин Комић
Јасмин Комић (Бања Лука, ФНРЈ, 1956) бошњачки је универзитетски професор, доктор економских наука и политичар. Бивши је министар науке и технологије Републике Српске.

## Биографија
Јасмин Комић је рођен 1956. године у Бањој Луци, ФНРЈ. Основну школу и Математичку гимназију завршио је у Бањој Луци. Дипломирао је на Економском факултету у Бањој Луци, а магистрирао на Економском факултету у Београду. Докторирао је на бањалучком Економском факултету гдје је изабран у звање редовног професора. Обављао је функцију продекана за наставу, био шеф Катедре за математику и статистику и предавач на постдипломским студијама на бројним факултетима. Аутор је или коаутор седам књига и преко 45 научних и стручних радова.
Од 2004. обављао је функцију замјеника градоначелника Бање Луке. Предсједник је Фонда др Милан Јелић.
Ожењен је и отац двоје дјеце.